# Homestead (película)
Homestead es una película dramática postapocalíptica estadounidense de 2024 dirigida por Ben Smallbone y escrita por Phillip Abraham, Leah Bateman y Jason Ross. Está protagonizada por Neal McDonough, Dawn Olivieri, Currie Graham, Susan Misner, Bailey Chase, Jesse Hutch, Kevin Lawson, Kearran Giovanni, Tyler Lofton, Olivia Sanabia, Grace Powell y Caden Dragomer. Está basada en el libro Black Autumn de Jeff Kirkham y Jason Ross.
La película se estrenó en Estados Unidos el 20 de diciembre de 2024.

## Reparto
- Neal McDonough como Ian Ross
- Dawn Olivieri como Jenna Ross
- Bailey Chase como Jeff Eriksson
- Kearran Giovanni como Tara Eriksson
- Susan Misner como Evie McNulty
- Tyler Lofton como Abe Eriksson
- Kevin Lawson como Tick
- Currie Graham como Blake Masterson
- Olivia Sanabia como Claire Ross
- Jesse Hutch como Evan Lee
- Ariel Llinas como Lieutenant Javi Espada
- Grace Powell como Molly McNulty
- Jarrett LeMaster como Rick Baumgartner
- Caden Dragomer como Theo McNulty
- Emmanuel McCord como Bing
- Ivey Lloyd Mitchell como Marta Baumgartner
- Colby Strong como Christian

## Producción
En enero de 2024, Angel Studios anunció que se había completado la filmación de una película dramática postapocalíptica titulada Homestead, con Ben Smallbone como director y Phillip Abraham, Leah Bateman y Jason Ross escribiendo el guion. Neal McDonough, Dawn Olivieri, Currie Graham, Susan Misner, Bailey Chase, Jesse Hutch, Kevin Lawson, Kearran Giovanni, Tyler Lofton, Olivia Sanabia, Grace Powell y Caden Dragomer completan el reparto principal.
La fotografía principal comenzó el 7 de agosto de 2023 en Salt Lake City.

## Estreno
Homestead se estrenó en Estados Unidos el 20 de diciembre de 2024.

## Recepción
Homestead recibió reseñas generalmente mixtas de parte de la crítica y de la audiencia. En el sitio web agregador de reseñas Rotten Tomatoes, la película posee una aprobación de 46%, basada en 24 reseñas, con una calificación de 5.5/10, mientras que de parte de la audiencia tiene una aprobación de 67%, basada en más de 2500 votos, con una calificación de 3.6/5.
El sitio web Metacritic le dio a la película una puntuación de 44 de 100, basada en 5 reseñas, indicando "reseñas mixtas o promedio". Las audiencias encuestadas por CinemaScore le otorgaron a la película una "B" en una escala de A+ a F, mientras que en el sitio IMDb los usuarios le asignaron una calificación de 5.4/10, sobre la base de más de 3000 votos.